# 1807 dans les chemins de fer
Chronologie des chemins de fer
1806 dans les chemins de fer - 1807 - 1808 dans les chemins de fer

## Événements
- Construction du réseau « Forest of Deam Tramroad », ce chemin de fer à traction animale qui atteint 180 miles (environ 280 km) à son apogée est toujours tiré par des chevaux 80 ans après[1].

## Naissances
- 25 octobre, Émile Grignard, Géomètre du cadastre Fondateur et directeur de la Compagnie du chemin de fer de Lyon (la Croix-Rousse) au camp de Sathonay[2] († juin 1870.